# Jan de Baenst fs. Zeger
Jan de Baenst (ca. 1440 - oktober 1516) was een Vlaams edelman en Brugs politicus.

## Levensloop
Jan de Baenst, of Jan Zegerszoon de Baenst, was de zoon van Zeger de Baenst, en van Catharina Honin. Na de dood van zijn vader in 1471, werd hij heer van Lembeke en Wessegem. Hij bezat ook leengoederen in Cadzand, Aardenburg, Sijsele, Oostkamp, Ursel, Oostburg en Knesselare.
Het versterkte en omwalde kasteel van Lembeke in Oostkerke, geërfd van zijn vader, deed hem ook de twist overnemen die bestaan had tussen zijn vader en diens broer, Jan III de Baenst, heer van Oostkerke.
In 1463 was hij lid van het toernooigezelschap van de Witte Beer en van de Sint-Jorisgilde van kruisboogschutters, allebei in Brugge. 
In 1477 werd hij tot ridder geslagen door Karel de Stoute, tijdens het beleg van Neuss.

## Tegen Maximiliaan
In tegenstelling tot zijn oom Jan III de Baenst, koos hij partij voor de Bruggelingen tijdens de Vlaamse opstand tegen Maximiliaan. Het feit dat hij als heer van Lembeke privé in conflict lag met zijn oom en naamgenoot, de heer van Oostkerke en grote aanhanger van de Bourgondische hertogen, kan mee deze tegengestelde houding verklaren. 
Tijdens de opstand na de dood van Maria van Bourgondië, van 1482 tot 1485 stond hij de Bruggelingen bij. Toen Maximiliaan in 1488 door de Bruggelingen gevangen werd gehouden, voerde Jan de Baenst de compagnie soldaten aan die belast was met de bewaking zowel van Maximiliaan als van de Brugse stadsmuren. 
Samen met Lodewijk van Gruuthuse en met de abten van Oudenburg en Sint-Baafs Gent, trok hij als afgevaardigde van de drie Leden van Vlaanderen naar de bemiddelingconferentie door de Franse koning Karel VIII georganiseerd in Tours, om de Vlaamse steden met Maximiliaan van Oostenrijk te verzoenen, zodat Frankrijk van dit probleem zou verlost zijn. De Baenst ondertekende op 20 augustus 1489 mee het verdrag dat de verkregen vrede ratificeerde en dat als gevolg had dat het aan de steden de steun van Frankrijk ontnam. Hij was ook een van de voornaamste onderhandelaars namens de stad Brugge bij de onderhandelingen die in 1490 in Damme uitmondden op het definitieve herstel van de vrede met Maximiliaan. 

## Tegenslag
De onlusten hadden ook zijn eigendommen getroffen. Zoals de andere kastelen in de streek, werd het zijne in Oostkerke door de troepen van Maximiliaan verwoest. Het werd niet meer hersteld en alleen 'het nederhof van Lembeke' bleef bestaan en werd in 1509 door Jan de Baenst verpacht aan een landbouwer.
Hij stierf als vrijgezel en werd in de Onze-Lieve-Vrouwekerk in Brugge begraven.